# Niszczyciele rakietowe typu 45
Niszczyciele rakietowe typu 45 – brytyjskie niszczyciele rakietowe obrony powietrznej obszaru działań floty, zaplanowane jako następcy niszczycieli typu 42. Wejście do służby w Royal Navy pierwszego okrętu tego typu (HMS Daring), odbyło się w 2009.

## Historia
Na początku lat 90. Wielka Brytania wraz z 7 innymi europejskimi państwami wchodziła w skład konsorcjum, którego celem było opracowanie wspólnego projektu fregaty rakietowej NFR-90 dla państw NATO. Po fiasku tego projektu w 1992, Wielka Brytania przystąpiła wraz z Francją i Włochami do prac nad fregatami rakietowymi typu Horizon. W związku jednak ze znacznymi rozbieżnościami co do parametrów technicznych i zastosowania nowych okrętów, ostatecznie wycofała się z tego projektu w 1999 i postanowiła, bazując na doświadczeniach wyniesionych z programu Horizon, opracować własny typ okrętów rakietowych. Znaczenie miały też naciski przemysłu brytyjskiego na zbudowanie własnych okrętów. Głównym wykonawcą nowych okrętów, klasyfikowanych jako niszczyciele rakietowe, został koncern zbrojeniowy BAE Systems. Okręty zaprojektowano głównie do zapewnienia obrony przeciwlotniczej zgrupowaniom floty i zastąpienia w służbie niszczycieli rakietowych typu 42. W 2000 zostało złożone zamówienie na budowę 6 okrętów tego typu z możliwością poszerzenia zamówienia o dwie dalsze jednostki. Stępkę pod pierwszy okręt typu HMS „Daring” położono 28 marca 2003, wodowanie nastąpiło 1 lutego 2006, 25 września 2008 r. zakończono morskie próby stoczniowe, a wejście do służby odbyło się w 2009.
W konstrukcji okrętów zastosowano najnowsze rozwiązania w zakresie technologii stealth, które znacznie ograniczyły echo radiolokacyjne okrętu i jego emisję w podczerwieni (według niepotwierdzonych spekulacji, skuteczna powierzchnia odbicia odpowiada łodzi rybackiej). Zdecydowano się na napęd w całości turboelektryczny, który stanowią dwie turbiny gazowe o mocy nominalnej po 21 500 kW (28 800 shp), napędzające agregaty elektryczne produkcji Coverteam, które zasilają dwa silniki elektryczne Coverteam o mocy po 20 000 kW (27 000 shp), napędzające dwie pięciopłatowe śruby o stałym skoku. Napęd pomocniczy stanowią dwa silniki wysokoprężne Wärstilä 12V200D o mocy po 2 000 kW, napędzające agregaty pomocnicze. Dzięki napędowi elektrycznemu znacznie zwiększyły się możliwości w zakresie zwalczania okrętów podwodnych. Okręty budowane są w technologii „blokowej” co w praktyce oznacza, że duże jego segmenty powstają w postaci gotowych sekcji, łączonych ze sobą w stoczni.
Zasadnicze uzbrojenie okrętów stanowi 48 pionowych wyrzutni rakietowych pocisków przeciwlotniczych Aster, zgrupowanych na pokładzie dziobowym (sześć ośmiokomorowych zestawów). Standardowo przenoszą one 16 pocisków dalekiego zasięgu Aster 30 (zasięg 3–100 km, pułap do 20 km) i 32 pociski średniego zasięgu Aster 15 (zasięg 1,7–30 km, pułap do 10 km). Za blokiem wyrzutni rakiet przeciwlotniczych mogą być zamontowane dwie poczwórne wyrzutnie dla 8 pocisków przeciwokrętowych RGM-84 Harpoon (pochodzące z wycofywanych fregat typu 23), aczkolwiek zwykle podczas pokoju nie są one zainstalowane. 
Uzbrojenie artyleryjskie stanowi jedna armata uniwersalna kalibru 113 mm Mk 8 Mod 1 L/55 na pokładzie dziobowym. Nominalnie armata ma kaliber 4,5" (114 mm). Jej donośność wynosi 22 km, a szybkostrzelność maksymalna 26 strz/min. Pociski burzące z zapalnikiem zbliżeniowym (stosowane przeciw celom powietrznym) mają masę 20,9 kg. Okręty mają ponadto dwa zestawy obrony bezpośredniej Vulcan Phalanx Block 1B na śródokręciu, na burtach. Uzbrojenie uzupełniają dwa działka 30 mm DS30M Mark 2.
W opinii specjalistów, niszczyciele typu 45 są jak na swoją wielkość i przeznaczenie niedozbrojone, co wynika z mniejszej liczby pocisków rakietowych, niż amerykańskie odpowiedniki – jednocześnie użyte pociski zajmują dużo miejsca i wysokość ich kontenerów wymagała umieszczenia kryjącej je pokładówki na pokładzie dziobowym. Kontrowersyjna jest też decyzja o braku uzbrojenia torpedowego, w związku z tym jedyne możliwości zwalczania okrętów podwodnych zapewniają śmigłowce pokładowe. Okręty mogą przenosić dwa śmigłowce AgustaWestland AW159 Wildcat, względnie jeden może być zamieniony na większy AW101 Merlin.

## Budowane okręty
| Niszczyciele rakietowe typu 45 |                 |                  |                      |                   |
| Nazwa                          | Numer taktyczny | Początek budowy  | Wodowanie            | Wejście do służby |
| Daring                         | D32             | 28 marca 2003    | 1 lutego 2006        | 23 lipca 2009     |
| Dauntless                      | D33             | 26 sierpnia 2004 | 23 stycznia 2007     | 3 czerwca 2010    |
| Diamond                        | D34             | 25 lutego 2005   | 27 listopada 2007    | 5 maja 2011       |
| Dragon                         | D35             | 19 grudnia 2005  | 17 listopada 2008    | 20 kwietnia 2012  |
| Defender                       | D36             | 31 lipca 2006    | 21 października 2009 | 21 marca 2013     |
| Duncan                         | D37             | 26 stycznia 2007 | 11 października 2010 | 26 września 2013  |